# Elecciones de la Administración Central Tibetana de 2001
Las primeras elecciones para la selección del Kalon Tripa (primer ministro) del Gobierno tibetano en el exilio se realizaron en 29 de julio de 2001 tras una serie de reformas democráticas instadas por el dalái lama quien, hasta entonces, solía designar el primer ministro. Aun así, elecciones para miembros del Parlamento se realizaban entre la diáspora tibetana desde los años 70s.
El ganador con más del 80% de los votos fue el lama Lobsang Tenzin, el 5th Samdhong Rinpoche (título religioso) quien obtuvo la victoria sobre el ex Kalon Tripa y prominente político del exilio tibetano Juchen Thubten Namgyal quien obtuvo el 12%. También se eligieron los miembros del Parlamento Tibetano en el Exilio.
Previo a las elecciones finales, una primera ronda o elección preliminar fue llevada a cabo el 12 de mayo de 2001 entre varios precandidatos con el siguiente resultado:
| Candidato              | Cargos                                        | Votos   | %     |
| ---------------------- | --------------------------------------------- | ------- | ----- |
| Lobsang Tenzin         | 5.º Samdhong Rinpoche                         | 31, 444 | 82.75 |
| Juchen Thubten Namgyal | Kalon (Ministro)                              | 3, 732  | 9.82  |
| Gyalo Thondup          | Ex Kalon Tripa, hermano del Dalái lama        | 2, 304  | 6.06  |
| Gyari Lodoe Gyaltsen   |                                               | 330     | 0.86  |
| Tenzin Tethong         | Ex Kalon Tripa                                | 104     | 0.27  |
| Sakya Trizin           | Cabeza de la escuela Sakya (doctrina budista) | 84      | 0.22  |
| Votos nulos/en blanco  | Votos nulos/en blanco                         | 35,882  | -     |
| Fuente: ACT            |                                               |         |       |